# Юлиан Мархлевски
Юлѝан Балта̀зар Мархлѐвски (на полски: Julian Baltazar Marchlewski), известен с псевдонима Юли Карски, е полски комунист, съратник на Роза Люксембург и Лео Йогихес и участник в революцията от 1905 година. В 1896 година завършва Цюрихския университет. Той е един от основателите на Съюз „Спартак“. През 1915 година е арестуван от немците, обвинен в антивоенна пропаганда и изпратен в концлагер. През 1918 година е освободен, след което заминава за съветска Русия. През 1925 година умира по време на почивка в Италия. Останките му са пренесени в Полша.